# São Domingos do Sul
São Domingos do Sul é um município brasileiro do estado do Rio Grande do Sul. Localiza-se na região geográfica imediata de Marau, possuindo uma área de 78,610 km², distando 240 km da capital Porto Alegre.
Sua economia está baseada na extração de basalto, na agricultura, pecuária, na indústria e no comércio.

## História
A história de São Domingos do Sul se inicia por volta do ano de 1894, após a criação pelo Governo do Estado do Rio Grande do Sul da Colônia Guaporé e com a chegada dos primeiros colonizadores. A área possuía poucos habitantes, alguns caboclos e posseiros que viviam da agricultura e pecuária.
Os primeiros colonizadores eram de origem alemã, dentre eles: Pedro Nicolau Kich, Jacó Poder, Christiano Mohr, Teodoro Clark, oriundos dos municípios de São Sebastião do Caí e Venâncio Aires. Alguns não resistiram aos confrontos que constantemente ocorriam com os caboclos e se retiraram.
A partir de 1900 algumas famílias de origem italiana se instalaram na área, procedentes de Bento Gonçalves, Caxias do Sul, Garibaldi, Veranópolis e Antônio Prado. Entre elas encontravam-se as famílias de: Vincenzo Lavratti, José Poletto, Modesto Favero, Santo e Angelo Castellani, Jeronymo Busato, Vergilio Tosatti, José Gatto, Firmo Contini, Josué Mezzomo, Domingos Brugnera, Ferdinando Cerbaro, João Canalle, Guerino e Guilherme Matté, Damiano Motter, Giacomo Dalla Rosa, Lorenzo Vanini, entre outras. A primeira casa em pedra foi construída por José Poletto, a qual, além de residência, servia de bodega e loja comercial.
Com a chegada destas e outras famílias, que se uniram com as famílias alemãs e as de poloneses, foi surgindo o primitivo povoado denominado de Barracão, nome que originou-se de um casarão existente na localidade, tido como casa de pasto e pouso de carreteiros. Por volta de 1910, surgiu o primeiro moinho de milho de Teodoro Clark. A seguir foram se instalando o primeiro moinho de trigo e ferraria, o que foi contribuindo para o crescimento do povoado. Somente em 1916 surgiu a primeira escola, tendo como regente o sr. Jeronymo Busato, um dos primeiros comerciantes.
A firma Bertazzo, dona de terras, vendia em forma de lotes urbanos e rurais. Cada colônia de terras custava em média 500 mil réis e normalmente cada colono possuía uma ou mais colônias.
De fé católica, a primeira capela foi erguida em madeira por volta do ano de 1907, tendo como padroeiro São Domingos de Gusmão. Em 04 de agosto de 1925 é criada por Dom João Becker a Paróquia São Domingos, abrangendo o atual território e o da Paróquia São Brás de Vanini, desmembrada em 1967, tendo como primeiro pároco o Cônego Giosuè Bardin. Até 1925 a comunidade esteve eclesiasticamente subordinada a Paróquia São Luiz Gonzaga de Casca, a Arquidiocese de Porto Alegre e a partir de 1959, a Diocese de Passo Fundo.
O povoado foi elevado a condição de 6º distrito com a denominação de São Domingos, por Ato Municipal de 16-09-1919 e como 9º distrito pelo Ato Municipal nº 60, de 23-04-1925, subordinado ao município de Guaporé. Pelo Decreto-Lei nº 720, de 29-12-1944, o distrito de São Domingos passou a denominar-se Quatipi. Pela Lei nº 120, de 29-11-1949, o distrito de Quatipi passou a denominar-se São Domingos do Sul. O Decreto Estadual nº 7.199, de 31-03-1938, elevou o distrito de São Domingos à categoria de vila.
Pela Lei nº 2.525, de 15-12-1954, o distrito de São Domingos do Sul deixa de pertencer ao município de Guaporé, sendo anexado ao novo município de Casca. Elevado à categoria de município com a denominação de São Domingos do Sul, pela Lei nº 8.436, de 08-12-1987, desmembrado de Casca. Pela Lei nº 85, de 05-12-1990, é criado o distrito de Santa Gema.

### Cronologia
- 1894: início da colonização e ocupação dos lotes rurais;
- 1906/1907: criação da capela de São Domingos;
- 1919: povoado elevado a condição de distrito no município de Guaporé, abrangendo o atual território, bem como o do atual município de Vanini;
- 1925: criação da paróquia;
- 1954: anexado ao novo município de Casca como 2º distrito;
- 1987: emancipação político-administrativa.

## Geografia
Localiza-se a uma latitude 28º31'51" sul e a uma longitude 51º53'16" oeste, estando a uma altitude de 660 metros.
Possui uma área de 78,61 km², seu bioma é a Mata Atlântica e sua população de acordo com o Censo IBGE/2010 é de 2.926 habitantes e estimada de 3.091 pessoas pelo Censo IBGE/2021.
Etnicamente o município é formado por 65% de italianos, 30% de poloneses, 3,5% portugueses e 1,5% de alemães.
O município tem acesso principal a rodovia ERS-129.

### Subdivisões
Compõem o município dois distritos: Santa Gema — ao sul, com cerca de mil habitantes (2000) — e São Domingos do Sul (sede).

### Hidrografia
Seu maior curso d'água é o Rio São Domingos, afluente do Rio Carreiro.

## Política
Lista de prefeitos municipais de São Domingos do Sul:
| Nº | Prefeito             | Início do mandato | Fim do mandato | Vice-prefeito          | Partido       |
| -- | -------------------- | ----------------- | -------------- | ---------------------- | ------------- |
| 1  | Luiz Cerbaro         | 01/01/1989        | 31/12/1992     | Alcides Klaus          | PDS           |
| 2  | Alcides Klaus        | 01/01/1993        | 31/12/1996     | Edilio Capoani         | PDS           |
| 3  | Luiz Cerbaro         | 01/01/1997        | 31/12/2000     | Ildo José Bassi        | PPB           |
| 4  | Oscar Guerra         | 01/01/2001        | 31/12/2004     | Leonir Favretto        | PT            |
| 5  | Edilio Capoani       | 01/01/2005        | 31/12/2008     | Nelso Klaus            | PP            |
| 5  | Edilio Capoani       | 01/01/2009        | 31/12/2012     | Nelso Klaus            | PP            |
| 6  | Domingos Scartezzini | 01/01/2013        | 31/12/2016     | Mauro Nalin            | PT            |
| 7  | Fernando Perin       | 01/01/2017        | 31/12/2020     | Revelino Sostisso      | PP            |
| 7  | Fernando Perin       | 01/01/2021        | 31/12/2024     | Revelino Sostisso      | Progressistas |
| 8  | Jonas Tibola         | 01/01/2025        | 31/12/2028     | Samuel William Casteli | Progressistas |

## Festividade católica
Anualmente no mês de janeiro, ocorre na cidade a romaria Vocacional em memória do Servo de Deus Monsenhor João Benvegnú, que faleceu no dia 3 de janeiro de 1986. Milhares de pessoas acompanham as celebrações. No ano de 2008 teve início o processo de beatificação do Monsenhor João Benvegnú junto a Igreja Católica. Em agosto de 2011, o Vaticano reconheceu o Monsenhor João como Servo de Deus. Ao lado da Igreja Matriz, há um jazigo onde o sacerdote está sepultado, local visitado por milhares de fiéis, que vêm de vários lugares do Brasil em busca de milagres.